# Leucalburnus
Leucalburnus is een geslacht van straalvinnige vissen uit de familie van eigenlijke karpers (Cyprinidae).

## Soort
- Leucalburnus satunini (Berg, 1910)